# 2001 : L'Odyssée de l'espace (roman)
Cet article concerne le roman. Pour le film, voir 2001, l'Odyssée de l'espace.
2001 : L'Odyssée de l'espace (titre original : 2001: A Space Odyssey) est un roman de science-fiction publié en 1968 par Arthur C. Clarke, écrit parallèlement à l'élaboration du film de Stanley Kubrick, 2001, l'Odyssée de l'espace, également sorti en 1968 (leur projet commun remontant à la rencontre entre les deux hommes en 1964). 
L'histoire est basée sur plusieurs nouvelles d'Arthur C. Clarke, dont La Sentinelle (1951), et À l'aube de l'histoire (1953) pour le début du roman. 
Le roman et ses trois suites forment le cycle des Odyssées de l'espace.

## Avant-propos
Dans son avant-propos, l'auteur prévient le lecteur : « Mais rappelez-vous bien qu'il ne s'agit que d'une œuvre de fiction. La vérité, comme d'habitude, sera encore bien plus étrange. »

## Résumé
À la fin du second millénaire, les hommes se sont lancés à la conquête du système solaire. Un jour ils partiront à la conquête des étoiles. Qu'y trouveront-ils ? Leurs égaux ou leurs maîtres ? Ce roman essaye d'apporter une réponse à cette question.

### La nuit ancestrale
Sur un territoire semi désertique que les hommes appelleront bien plus tard Afrique, une tribu d’hommes-singes conduite par Guetteur de Lune survit tant bien que mal. La tribu se dispute le peu de nourriture avec d’autres animaux et le peu d’eau avec la tribu d’Une Oreille. Tous sont les proies du léopard qui vient régulièrement jusque dans leurs cavernes prélever son tribut.
Une nuit, Guetteur de Lune entend un bruit aussi mystérieux que terrifiant, et le matin suivant, un nouveau rocher est apparu sur le chemin qui les conduit à leur lieu de nourrissage. Ce nouveau rocher, totalement transparent et parallélépipédique, est inoffensif ; et comme il n’est pas non plus comestible les hommes-singes l’ignorent. Mais l’inverse n’est pas vrai. Le nouveau rocher s’intéresse beaucoup à eux, du moins aux plus doués d’entre eux, et à Guetteur de Lune en particulier. Il lui fait entendre des sons mystérieux et entrevoir des images sans signification apparente. En fait, le rocher le teste. Il lui fait ainsi miroiter des scènes banales d’hommes-singes aussi bien nourris qu'insouciants ; le rocher introduit l’envie et la frustration dans l’esprit de Guetteur de Lune.
« [L]’insatisfaction venait de pénétrer dans son esprit : il avait fait un pas de plus vers l’humanité. »
« Et ainsi Guetteur de Lune dut regarder sans ciller le monolithe de cristal, le cerveau offert à ses manipulations encore incertaines. Souvent il éprouvait des nausées et constamment de la faim. Parfois, inconsciemment  ses mains se joignaient en un geste qui déterminait toute son existence à venir. »
Une nuit, le léopard entre dans la caverne de Guetteur de Lune. Avec le courage du désespoir, lui et ses compagnons parviennent à le repousser. Le léopard bondit hors de la caverne et s’écrase au bas de la falaise. Le lendemain Guetteur de Lune, empale la tête du léopard la gueule grande ouverte et s’en sert pour terrifier ses adversaires. Lorsque, au bord du ruisseau, la tribu d’Une Oreille le défie comme tous les jours, Guetteur de Lune traverse le ruisseau en silence et exhibe la tête du léopard. Puis s’en sert comme d’un marteau avec lequel il tue Une Oreille.
« Pendant quelques secondes encore Guetteur de Lune demeura immobile au-dessus de sa victime, essayant d’admettre l’idée merveilleuse et étrange que le léopard mort pouvait tuer encore. À présent qu’il était maître du monde il n’était pas sûr de ce qu’il devait faire.

Mais il lui viendrait bien une idée. »

### AMT-1
Le Dr Heywood Floyd doit par trois fois répondre aux questions qu’on lui pose au sujet de son voyage. Une première fois sur Terre, aux journalistes, car c’est son devoir en tant que Président du Conseil National d’Astronautique ; il leur déclare tout simplement qu’il ne peut rien dire. Une seconde fois sur la navette qui le conduit à la station orbitale : l’hôtesse s’inquiète de la quarantaine imposée sur la base lunaire Clavius, car son fiancé y travaille et elle n’a plus de nouvelles ; Floyd la rassure, affirme que celui-ci ne court aucun danger et que les mesures prises sont de simples mesures de routine. Une troisième fois sur la station orbitale, où il rencontre son ami et collègue russe Dimitri Moisevitch, qui lui demande des nouvelles à propos de l’épidémie qui frappe la base Clavius, et qui lui propose son aide.
Arrivé sur Clavius — base autonome de 1 100 hommes et 600 femmes — Floyd y rencontre R. Halvorsen, et le Dr R. Michaels, qui lui montrent une image ressemblant à la photo d’un nœud dans une planche de sapin. En réalité il s’agit d’une carte de la Lune, et les lignes représentent le champ magnétique. Mais au centre du cratère Tycho, ce champ magnétique est perturbé. Le titre du document mentionne : « ANOMALIE MAGNÉTIQUE DE TYCHO NUMÉRO 1 », et en bas du document, la mention « CONFIDENTIEL » révèle la vraie raison du black-out établi avec Clavius.
Quelque temps auparavant, en relevant la carte magnétique de la Lune, les scientifiques ont décelé l’anomalie, et lorsqu’ils ont creusé, à dix mètres de profondeur, ils ont trouvé un monolithe noir, parfaitement parallélépipédique et dont les dimensions sont très exactement dans le rapport 1 / 4 / 9. Toutes les analyses, toutes les tentatives pour en déterminer l'origine ou la nature se sont révélées infructueuses. Aucune des hypothèses formulées à son sujet n’est totalement satisfaisante. C’est un mystère total. Mais il y a des certitudes : le monolithe n’est pas d’origine humaine, et il a été enfoui il y a trois millions d’années. Et lorsque Floyd se rend sur place pour le voir de ses propres yeux, il ne peut rien conclure d’autre.
Mais à ce moment-là, il se passe quelque chose de nouveau. Le jour lunaire s’est levé, et au moment où les rayons du Soleil atteignent le sommet du monolithe, un puissant sifflement strident se produit dans les casques des hommes présents sur place. Au même moment, plusieurs sondes, réparties dans tout le système solaire, enregistrent quelque chose d’inhabituel.
« Un flux d’énergie laissant derrière lui un sillage de radiations avait quitté la Lune en direction des étoiles. »

### Entre les planètes
À bord de l'astronef Explorateur 1, la vie de David Bowman et de Frank Poole, son second, se déroule de manière aussi paisible que routinière. Leur mission, initiée cinq ans plus tôt sous le nom de « Projet Jupiter », devait les mener vers cette planète. Puis tout à coup, la mission changea : Explorateur 1 irait bien vers Jupiter mais ne s’y arrêterait pas, et s’en servirait comme accélérateur gravitationnel pour se diriger vers Saturne. Bowman et Poole ne sont pas seuls à bord, il y a aussi trois membres de l’expédition placés en hibernation, qui ne doivent être réveillés qu’une fois arrivés à destination, et le dernier membre de l’équipage est CARL 9000, l'ordinateur de bord, cerveau et système nerveux de l’astronef, doté d'une véritable intelligence artificielle, voire d'une personnalité. CARL (Cerveau Analytique de Recherche et de Liaison) a de grands avantages en plus de sa vitesse d'exécution : il n’a pas besoin de repos, n’oublie jamais rien et peut communiquer avec l’équipage par la parole. Outre les routines, CARL a été programmé pour veiller sur tous les membres de l’équipage, et ses hibernautes en particulier.
Arrivé au large de Jupiter, l’équipage d’Explorateur 1 exécute les expériences prévues, les sondes larguées sur la planète transmettent des données que la Terre mettra des années à analyser. Comme prévu, le vaisseau a gagné de la vitesse et fonce maintenant vers Saturne.

### Abysse
Frank Poole est en communication avec ses parents — c’est son anniversaire — lorsque CARL intervient pour lui annoncer que l’élément AE-35 cessera de fonctionner dans 72 heures. Cet élément est important car sous le contrôle de CARL il assure l’alignement de l’antenne avec la Terre. Après une mise au point avec CARL et après avoir fait son rapport au centre de mission sur Terre, Poole sort de l’astronef à bord de la capsule « Betty » pour remplacer l’élément AE-35. Une fois revenu à bord, Poole et Bowman mettent l’élément au banc d’essais, mais l’élément se révèle en parfait état de marche. CARL se serait-il trompé ? Personne n’ose aborder le problème mais l’atmosphère à bord a changé. 
« Explorateur 1 n’était plus un astronef heureux. »
Quelques jours plus tard, Carl annonce que le nouvel élément AE-35 va tomber en panne dans les 24 heures. Bowman envoie un nouveau rapport au centre de mission et engage une nouvelle discussion avec CARL, qui maintient : 
« [J]e suis incapable de la moindre erreur. »
Quand la réponse de la Terre leur parvient, le Dr Simonson confirme que le problème provient d’un conflit de programmation de CARL ; ils devront par conséquent le déconnecter et la suite de la mission sera prise en charge depuis la Terre. C’est à ce moment que CARL lance l’alarme pour annoncer que l’élément AE-35 a cessé de fonctionner. Pour la seconde fois, Poole doit sortir de l’astronef à bord de « Betty » pour assurer le remplacement. Au pied de l’antenne, Poole commence le travail quand il voit la capsule foncer sur lui. La capsule continue sa course et entraîne Poole au bout de son filin. Piètre consolation : Poole serait le premier homme à arriver sur Saturne, mais mort. Resté seul à bord, Bowman décide de réveiller les trois hibernautes. CARL essaye de l’en dissuader car, dit-il, à deux, ils sont tout à fait capables de mener à bien la mission. Bowman est néanmoins décidé et ordonne à CARL de lui céder le processus manuel de réveil, ce que CARL feint d'accepter. Mais, le processus de réveil des trois hibernautes à peine commencé, quelque chose de terrible se produit — dans le garage des capsules, les sas viennent de s’ouvrir et l’air s’échappe dans le vide. S’il ne trouve pas un refuge dans la minute, Bowman sera mort. Il parvient à se sauver et décide de neutraliser CARL. Il entre dans le « cerveau » de Carl et pratique l'équivalent d'une lobotomie, retirant un à un ses modules de mémoire. CARL l’implore de ne pas le faire : « Je ne serais plus qu’un enfant. Je ne serais plus rien. » Mais Bowman continue et CARL, qui n'assurait plus que des fonctions accessoires, se tait pour toujours.
Définitivement seul, Bowman se débarrasse alors des trois hibernautes morts, répare l’antenne, puis commence à mettre en ordre les divers éléments dans l’astronef. Il envoie ensuite un message à la Terre et attend la réponse, qui ne peut être qu’un « adieu ». Quand la réponse arrive, c’est Heywood Floyd qui apparaît à l’écran. Floyd lui révèle la découverte d’AMT-1 sur la Lune et lui donne la vraie raison de sa mission : découvrir qui a construit AMT-1. Car tout porte à croire que le signal émis depuis la Lune était un signal d’alarme pour prévenir ceux qui l’avaient enfoui trois millions d’années plus tôt. Et Floyd de conclure : 
« Nous ne savons pas s’il convient d’espérer ou de craindre... ou si vous n’allez pas découvrir des ruines mille fois plus anciennes que celles de Troie... »

### Les lunes de Saturne
Une fois Explorateur 1 remis en état, Bowman s'absorbe dans le travail, meilleur remède pour ne pas sombrer dans le désespoir, et consacre son temps libre à l’étude d’AMT-1. Ses interlocuteurs sur Terre lui ont signalé que les dimensions du monolithe correspondaient très exactement à un rapport 1 / 4 / 9 , et que depuis lors celui-ci était resté muet, ayant perdu son champ magnétique. Les hypothèses à son sujet foisonnent de toutes parts, mais restent des hypothèses. Toutefois, tous les scientifiques consultés s'accordent pour dire que les humains ne sont pas seuls dans la galaxie. Des anthropologues ont fait des simulations de rencontres avec des extraterrestres, et les résultats obtenus n’augurent rien de bon. 
Arrivé dans le champ des lunes de Saturne, Explorateur 1 les ignore, sauf Japet. Japet a deux fois la taille de la Lune et présente une tache blanche sur sa surface sombre. Le centre de cette « mer de lait » est marqué d’un point noir. Bowman se rapproche et reconnaît en ce point noir le « grand frère » d’AMT-1, qu’il baptise AMT-2. Il s’en approche encore pour se poser dessus, mais quand il est à 150 m environ du grand monolithe noir, la perspective se renverse — ce qui un instant auparavant lui apparaissait comme un relief tangible, lui apparaît maintenant comme un creux vers lequel il est aspiré. Ses derniers mots resteront un mystère à jamais...
« C’est creux... jusqu'à l'infini... et... Oh ! mon Dieu ! C’est plein d’étoiles ! »

### Par-delà la porte des étoiles
Au terme d'un périple dont il est difficile d'établir le caractère réel ou hallucinatoire, la porte des étoiles se referme derrière Bowman, qui se retrouve de façon stupéfiante dans une sorte de chambre d’hôtel, un environnement qui semble aussi familier qu'incongru et factice. S’il ressent une certaine appréhension, il n’éprouve aucune peur car il sait qu’il n’est pas seul et que les intentions de ces êtres ne sont pas hostiles. Sous la bienveillance de ceux qui, des millions d’années auparavant, avaient entrepris l’expérience, l’entité David Bowman quitte son enveloppe de matière pour renaître en « enfant des étoiles ». Ce nouvel être de pure énergie peut désormais parcourir l'espace à sa guise — de fait, il est, en quelque sorte, une émanation de l'espace. Quand, revenu près de la planète Terre où son ancienne incarnation est née, il détecte une menace de mort provenant d'un satellite porteur d'une charge nucléaire, il ne prend aucun risque et fait tout exploser, provoquant une brève aube artificielle qui illumine l’horizon. Puis l’enfant des étoiles ordonne ses pensées — qui font directement écho à celles du Guetteur de Lune trois millions d'années plus tôt.
« Il était maintenant maître du monde, et il n’était pas très sûr de ce qu’il allait faire ensuite.
Mais il lui viendrait bien une idée. »

## Distinctions entre le roman et le film
Le scénario du film et le roman correspondant ont été écrits conjointement par Clarke et Kubrick. Ainsi, certains passages du roman ont été retravaillés après visionnage des rushes quotidiens du film, et inversement, le scénario a incorporé certaines idées tardives du roman (pour plus de détails concernant la collaboration de Clarke et Kubrick, voir The Lost Worlds of 2001 (en), Arthur C. Clarke, Signet, 1972).
Il subsiste cependant plusieurs différences significatives entre le film et le livre.
- Dans la première partie du roman, focalisée sur les pré-hominidés, le monolithe est décrit comme transparent ; alors que dans le film, il est noir — semblable à celui de Tycho sur la Lune (cette différence s'explique avant tout par des raisons pratiques : filmer un monolithe transparent avec un rendu satisfaisant posait trop de difficultés techniques).
- Dans le film, le vaisseau spatial se dirige vers la planète Jupiter, autour de laquelle le monolithe est en orbite. Dans le roman, il se dirige vers Japet, un satellite de Saturne, à la surface duquel se trouve le monolithe. (La suite 2010 : Odyssée deux a respecté sur ce point la version du film plutôt que celle du premier roman.)
- Le conflit de programmation auquel est soumis l'ordinateur de bord est explicité dans le livre alors qu'il est suggéré dans le film[23].
- Lors de l'affrontement entre CARL[24] et l'équipage, le film montre David Bowman sortir du vaisseau à la recherche du corps de Frank Poole ; il retourne dans le vaisseau d'une manière périlleuse au cours d'une scène spectaculaire. Dans le roman, Dave ne sort que plus tard dans l'espace, pour remplacer la pièce prétendument défectueuse après que CARL a été neutralisé. Il peut alors à nouveau communiquer avec la Terre, quoique difficilement (puisque CARL n'assure plus le contrôle automatique de l'antenne) ; c'est ainsi qu'il apprend du Dr Floyd le vrai but de la mission, en réponse au rapport qu'il a transmis à la Terre deux heures plus tôt. Alors que dans le film, il l'apprend par un enregistrement, dont la lecture est déclenchée au moment où il neutralise CARL (cet enregistrement n'aurait dû être révélé qu'à la fin de la mission, dont le but réel a été maintenu secret même auprès des astronautes).
- Dans le film, Carl élimine par lui-même les astronautes en hibernation (les deux autres astronautes étant hors du vaisseau, ne peuvent réagir au signalement de ce dérèglement émis par l'appareil de contrôle des sarcophages d'hibernation). Dans le livre, Carl obtient ce résultat en provoquant l'ouverture simultanée des portes intérieures et extérieures du sas, d'où vidange dans l'espace en un temps très court de tout l'oxygène de la partie habitable du vaisseau (le seul des deux autres astronautes présent dans le vaisseau réussit, lui, à échapper à la mort en se réfugiant dans un sas de secours).
- Dans le film, Poole et Bowman s'isolent dans l'une des capsules pour échanger sur les problèmes potentiels de CARL et envisager sa déconnexion, mais leur conversation est interceptée par CARL qui lit sur leurs lèvres. Dans le roman, c'est un message venant de la Terre qui parle d'une déconnexion éventuelle ; ce message n'étant pas caché, il est reçu aussi par CARL. Dans les deux cas, c'est le moment où CARL commence à concevoir l'élimination de l'équipage.
- La séquence finale du film ne reprend pas explicitement l'explosion nucléaire du livre[25].

Outre les divergences narratives, on peut constater une approche différente, le roman étant de facture narrative plus classique et plus explicite, surtout dans la dernière partie, qui dans le film ne contient aucune parole (les dernières paroles entendues dans le film sont le message enregistré du Dr Heywood Floyd, qui s'achève sur le mot « mystère »).

## Suites
Le livre eut une suite en 1982, intitulée 2010 : Odyssée deux (adaptée au cinéma en 1984 sous le titre 2010 : L'année du premier contact), qui donne une réponse à certaines des interrogations que le film (et dans une moindre mesure le premier roman) pouvait laisser, suivie de 2061 : Odyssée trois (1988) et de 3001 : l'Odyssée finale (1997).

## Les monolithes
AMT-1, soit « anomalie magnétique de Tycho no 1 », fait d'abord référence à une anomalie magnétique apparente dont le centre se situe dans le cratère lunaire Tycho, découverte par une équipe de scientifiques des États-Unis. Cette anomalie est causée par un objet enfoui à 10 mètres de profondeur sous la surface lunaire. Une mission scientifique creuse dans le sol à l’endroit exact où se situe le centre de l’anomalie magnétique et excave un objet ayant la forme d’un parallélépipède rectangle de couleur noire, absorbant la lumière solaire et dont les dimensions se mesurent dans un rapport rigoureusement exact de 1 : 4 : 9, soit les carrés des trois premiers nombres entiers (non nuls). L'objet est nommé par extension « AMT-1 ».
Un objet de forme identique (quoique bien plus grand), ayant les mêmes proportions, est par la suite découvert par David Bowman sur Japet, un des satellites de Saturne (dans le film, le second monolithe orbite plutôt autour de Jupiter), et baptisé par analogie « AMT-2 », en raison de son apparence et proportions similaires. (De la même manière, dans le quatrième volet 3001 : L'Odyssée finale, le monolithe africain découvert plusieurs siècles après la mission Discovery est nommé « AMT-0 ».)
Alors que le monolithe de Tycho semble être une sorte de signal d'alarme (il émet un puissant signal radio au contact de la lumière solaire après 3 millions d'années dans l'obscurité) à l'intention de ses constructeurs, le monolithe de Japet (ou de Jupiter) se trouve être une porte vers une autre région de l'univers ou vers un autre univers. (Un personnage de 2010 : Odyssée deux décrit les monolithes noirs comme étant, de manière générale, « l'équivalent cosmique d'un couteau suisse », du fait de leur multitude de fonctions.)

## Hommage
Le roman est cité dans La Bibliothèque idéale de la SF (1988).
Le mangaka Yukinobu Hoshino a écrit et dessiné une suite à 2001, l'Odyssée de l'espace en bande dessinée : 2001 Night stories.